# Alejandro Robles Gómez
Manuel Alejandro Robles Gómez (6 de octubre de 1982) es un político mexicano, miembro del partido Movimiento Regeneración Nacional (Morena). Fue diputado federal para el periodo de 2021 a 2024.

## Biografía
Es licenciado en Derecho egresado de la Universidad Nacional Autónoma de México (UNAM), institución donde también ha ejercido la docencia. Tiene además diplomados en Transparencia y protección de datos personales, en Derecho fiscal y administrativo, y en Derecho migratorio y refugio.
De 1999 a 2000 participó en la huelga de la UNAM de 1999 a 2000. De 2006 a 2009 fue diputado federal suplente a la LX Legislatura por representación proporcional, como miembro del Partido de la Revolución Democrática (PRD), siendo diputado propietario Alejandro Martínez Hernández. No fue llamado en ningún momento a ejercer la diputación en propiedad.
De 2009 a 2010 fue secretario técnico del comité de Información, Asesoría y Quejas de la Cámara de Diputados y de 2010 a 2012 fue asesor del Jefe Delegacional de Coyoacán, Raúl Antonio Flores García. En 2012 fue elegido diputado a la VI Legislatura de la Asamblea Legislativa del Distrito Federal que concluyó en 2015 por el Distrito 30 local. Ahí fue integrante de las comisiones de Gobierno; y, de Derechos Humanos.
En 2021 fue elegido diputado federal plurinominal a la LXV Legislatura que concluyó en 2024. En ella fue secretario de las comisiones de Justicia; y, de Relaciones Exteriores; así como integrante de las comisiones de Asuntos Migratorios; y, de Cultura y Cinematografía. Se separó del cargo mediante licencia entre el 8 de marzo y el 11 de abril de 2022.